# Trittame rainbowi
Trittame rainbowi is een spinnensoort uit de familie Barychelidae. De soort komt voor in Queensland.